# Krajačići
Krajačići falu Horvátországban, Bród-Szávamente megyében. Közigazgatásilag Sztupnokhoz tartozik.

## Fekvése
Bródtól légvonalban 14, közúton 19 km-re nyugatra, Pozsegától   légvonalban 19, közúton 23 km-re délkeletre, községközpontjától légvonalban 5, közúton 8 km-re északkeletre, Szlavónia középső részén, a Dilj-hegység déli lejtőin fekszik.

## Története
A település egy régi római út mentén létesült, mely a Dilj-hegységen át északi irányba vezetett. Korai létezéséről nem maradt fenn írásos dokumentum, mivel sokáig Odvorci részeként tartották számon. Az 1780-as katonai leírásban 11 házzal említik.
 A katonai közigazgatás megszervezése után a bródi határőrezredhez tartozott.
Az első katonai felmérés térképén „Krajachichi” néven található. Lipszky János 1808-ban Budán kiadott repertóriumában „Krajacsicha” néven szerepel. Nagy Lajos 1829-ben kiadott művében „Krajacsich” néven 16 házzal, 80 katolikus vallású lakossal találjuk. A katonai közigazgatás megszüntetése után 1871-ben Pozsega vármegyéhez csatolták.
A településnek 1857-ben 61, 1910-ben 87 lakosa volt. Az 1910-es népszámlálás szerint lakossága (egy szerb kivételével) horvát anyanyelvű volt. Pozsega vármegye Bródi járásának része volt. Az első világháború után 1918-ban az új szerb-horvát-szlovén állam, majd később (1929-ben) Jugoszlávia része lett. A település 1991-től a független Horvátországhoz tartozik. 1991-ben teljes lakossága horvát nemzetiségű volt. 2011-ben 118 lakosa volt.

## Lakossága
| Lakosság változása | Lakosság változása | Lakosság változása | Lakosság változása | Lakosság változása | Lakosság változása | Lakosság változása | Lakosság változása | Lakosság változása | Lakosság változása | Lakosság változása | Lakosság változása | Lakosság változása | Lakosság változása | Lakosság változása | Lakosság változása |
| ------------------ | ------------------ | ------------------ | ------------------ | ------------------ | ------------------ | ------------------ | ------------------ | ------------------ | ------------------ | ------------------ | ------------------ | ------------------ | ------------------ | ------------------ | ------------------ |
| 1857               | 1869               | 1880               | 1890               | 1900               | 1910               | 1921               | 1931               | 1948               | 1953               | 1961               | 1971               | 1981               | 1991               | 2001               | 2011               |
| 61                 | 67                 | 58                 | 64                 | 82                 | 87                 | 97                 | 121                | 157                | 147                | 113                | 111                | 121                | 127                | 133                | 118                |

## Gazdaság
A lakosság hagyományosan mezőgazdasággal, állattartással foglalkozik.

## Nevezetességei
- Alexandriai Szent Katalin tiszteletére szentelt kápolnája nagyjából a faluval egyidős, tehát 18. századi lehet. Az első katonai felmérés térképén még nem ábrázolják.
- A falutól nyugatra a Lovčić felé eső erdőben a „Gradina” nevű helyen eddig feltáratlan ősi vár maradványai találhatók. A várat a helyi hagyományban török korinak tartják.